# Julius Bär Stiftung
Die Julius Bär Foundation ist eine private Institution, die Kunst, Kultur und Wissenschaft fördert, indem sie Projektbeiträge ermöglicht. Sie wurde 1965 während des 75-Jahre-Jubiläums der Bank Julius Bär durch Walter J. Bär (1895–1970) gegründet.
Die Förderung unterschiedlichster Formen von Kultur und Kunst sowie die Unterstützung diverser wissenschaftlicher Disziplinen und karitativer Projekte in der Schweiz war ihr erklärtes Ziel. Mit den Jahren hat die Stiftung ihre Präsenz und Reichweite ausgebaut, so dass unterdessen weltweit Projekte unterstützt werden.
Die Julius Bär Stiftung engagiert sich für die Reduktion von Vermögensungleichheit (Wealth Inequality) sowie für Lösungen zum Ersatz von Plastik. Nach wie vor erhalten traditionsgemäss die unternehmensinterne Mitarbeiterorganisation JB Cares sowie Kunstmuseen in der Schweiz Beiträge. Die Stiftung vergibt zusammen mit dem Bundesamt für Kultur den Swiss Exhibition Award.

## Weblink
- Offizielle Website